# Larissa (Heilige)
Larissa, anderen Überlieferungen zufolge auch Lara, Baren und Beride († um 375 in der Gutþiuda), war eine geweihte Jungfrau und Märtyrerin. Sie wird in der römisch-katholischen und orthodoxen Kirche als Heilige verehrt. Ihr Fest wird am 26. März gefeiert.

Andachtsbild der Heiligen Larissa auf Teppich, wahrscheinlich aus dem späten 14. Jahrhundert

## Legende
Larissa war eine Märtyrerin aus der heutigen Ukraine, die während der Christenverfolgungen unter den gotischen Terwingen in der Gutþiuda im 4. Jahrhundert den Tod erlitt. Sie und ihre Gefährten versammelten sich in einem Zelt, um die Eucharistie zu feiern, als die Terwingen-Könige Athanarich und Wingurich kamen, mit einem mitgebrachten Götzenbild die Feier unterbrachen und den anwesenden Christen befahlen, die terwingischen Götter zu verehren. Einige akzeptierten und wurden verschont, aber Larissa und andere lehnten ab.
Sie wurde zusammen mit 300 anderen Christen auf Befehl Wingurichs in einer zugesperrten Kirche verbrannt, nachdem sie sich weigerte, ihren Glauben zu verleugnen.
Ihr Gedenktag am 26. März wird von orthodoxen Gläubigen in der Ukraine und anderen osteuropäischen Ländern sowie von der römisch-katholischen Kirche in Portugal, Spanien, Italien, Frankreich und Deutschland begangen. Ihre Reliquien werden in verschiedenen Kirchen in ihrer Heimat Deutschland verehrt.